# Семёнов, Николай Михайлович
Николай Михайлович Семёнов (1935 год, Сатка) — тракторист-комбайнёр совхоза «Ленинский» Карасуского района Кустанайской области, Казахская ССР. Герой Социалистического Труда (1973).

## Биография
С 1949 года — рабочий, комбайнёр совхоза «Кушмурунский» Аулиекольского района, с 1956 года — механизатор, комбайнёр совхоза «Ленинский» Карасуского района.
В 1971 году убрал и обмолотил 12087 центнеров зерновых на участке площадью 802 гектаров при плане в 5500 центнеров на участке площадью 235 гектаров. В 1972 году повторил свои трудовые достижения, убрав и обмолотив 13871 центнеров зерновых на участке площадью 673 гектаров. Указом Президиума Верховного Совета СССР от 10 декабря 1973 года удостоен звания Героя Социалистического Труда с вручением ордена Ленина и золотой медали «Серп и Молот».
В 1973 году убрал 13036 центнеров зерновых, за что был награждён вторым Орденом Ленина.
Избирался делегатом XIV съезда Компартии Казахстана.